# Titanaluminiumnitride
Titanaluminiumnitrid (kurz TiAlN, AlTiN oder auch Ti-Al-N) steht für eine Gruppe von metastabilen Hartstoffschichten bestehend aus den metallischen Elementen Aluminium (Al), Titan (Ti) und dem Nichtmetall Stickstoff (N). Dabei wird die Bezeichnung AlTiN für Materialien mit einem Verhältnis Al / Ti > 1  (in at.%) genutzt.

## Typische Zusammensetzung
Im Wesentlichen werden 4 verschiedene Zusammensetzungen hinsichtlich des Metallgehaltes in den Schichten industriell mittels PVD-Verfahren abgeschieden (Angaben in Atomprozent bezogen auf die Metallatome 100 %):
- Ti50Al50N (industrielle Einführung durch die Firma CemeCoat (jetzt Cemecon), Aachen, BRD, Gruppe um T. Leyendecker ca. 1989)
- Al55Ti45N (industrielle Einführung durch die Firma  Metaplas Ionon (jetzt Sulzer Metaplas), Bergisch Gladbach, BRD, Gruppe um J. Vetter 1999)[1]
- Al60Ti40N (industrielle Einführung Kobe Steel, Kobe, Japan 1992)
- Al66Ti34N (industrielle Einführung durch die Firma Metaplas (jetzt Sulzer Metaplas), Bergisch Gladbach, BRD, Gruppe um J. Vetter 1996).[2][3]

## Herstellung und Schichteigenschaften
Die Schichten werden mittels reaktiver PVD-Verfahren, der kathodischen Vakuumbogenverdampfung und des  Magnetronsputterns, abgeschieden. 
Wesentliche Schichteigenschaften sind nachfolgend für das Schichtsystem Al66Ti34N aufgeführt:
- Mikrohärten im Bereich von ca. 2600 bis 3300 – Phasenstabilität bis zu 850 °C, dann Umwandlung in das Zweiphasensystem AlN+TiN.
- Eine ca. 300 °C höhere Oxidationsbeständigkeit gegenüber TiN mit ca. 800 °C.
- Geringere elektrische Leitfähigkeit und damit auch Wärmeleitfähigkeit als TiN.
- Typische Schichtdicken: 1 bis 7 µm.

Insbesondere die strukturelle Version der hoch aluminiumhaltigen AlTiN-Schichten, das AlTiN-Saturn oder das HYPERLOX, sind weltweit breitflächig im Bereich der Beschichtung von Schnellarbeitsstahl oder Hartmetall im Einsatz.
In den letzten Jahren hat der Anteil dickerer Schichten auf Basis von Ti50Al50N stetig zugenommen. Die aktuell (2011) haftfest abgeschiedenen Schichtdicken auf Zerspanwerkzeugen, wobei hier insbesondere Wendeschneidplatten mit vorher angebrachten Kantenverrundungen zu nennen sind, liegen bei bis zu 12 µm.
TiAlN-Schichten werden teilweise mit wenigstens einem der Elemente Chrom,  Kohlenstoff, Silicium (Si), Bor, Sauerstoff und Yttrium dotiert, um einige Eigenschaften gezielt zu verbessern, die bei bestimmten Anwendungen Vorteile bringen können. Des Weiteren werden diese Schichten für mehrlagige Schichtsysteme z. B. in Verbindung mit TiSiXN-Schichten eingesetzt. Ein Beispiel dafür ist die Schichtfamilie Mpower der Firma Sulzer Metaplas oder HSN² der CemeCon AG. Die meisten Schichtsysteme sind in verschiedenen Anwendungen im Einsatz sowohl beim Verschleißschutz von Werkzeugen als auch für die Beschichtungen medizinischer Werkzeuge sowie für dekorative Schichten.